# Nobuyuki Aihara
Nobuyuki Aihara (相原 信行, Aihara Nobuyuki), né le 16 décembre 1934 et mort le 16 juillet 2013, d'une pneumonie, est un gymnaste japonais qui a été champion olympique au sol et par équipe en 1960.

## Biographie
Il est marié à la gymnaste Toshiko Shirasu avec laquelle il a un fils Yutaka Aihara, lui aussi gymnaste.

## Palmarès

### Jeux olympiques
- Melbourne 1956
  -  médaille d'argent au concours par équipes
  -  médaille d'argent au sol

- Rome 1960
  -  médaille d'or au concours par équipes
  -  médaille d'or au sol

### Championnats du monde
- Moscou 1958
  -  médaille d'argent au concours par équipes
  -  médaille d'argent aux anneaux

- Prague 1962
  -  médaille d'or au concours par équipes
  -  médaille d'or au sol